# 高塚紀行
高塚 紀行（たかつか のりゆき、男性、1985年4月28日 - ）は、日本のレスリング選手。大阪府出身。霞ヶ浦高等学校、日本大学卒業。自衛隊体育学校所属。

## 来歴
少年少女レスリングの名門、吹田市民教室でレスリングを始める。
霞ヶ浦高校3年で高校4冠（選抜、ジュニア、インターハイ、国体）達成。
日大進学後も全日本大学選手権で史上13人目の1年生王者となる。
2005年世界ジュニア選手権で銅メダル獲得。ユニバーシアードにも出場したが、1回戦で敗れ敗者復活もならず。
2006年世界選手権で銅メダル獲得。2007年の全日本選手権で優勝し、翌年の北京オリンピック代表を懸けて湯元健一と対戦したが、僅差で敗退。
2010年、自衛隊に入隊。
2014年アジア競技大会で銅メダル獲得。